# Zweite Naivität
Zweite oder sekundäre Naivität  ist ein literarischer Schreib- und Erzählstil. Er kommt erstmals expressis verbis 1925 bei Peter Wust (1884–1940) vor, der die geistige Autorschaft besitzt. Vermittels der „zweiten Naivität“, Paul Ricoeur nennt sie auch „zweite kopernikanische Wendung“, soll der Mensch die Welt wieder als totale Wirklichkeit erfahren.

## Vorgehen
Die „zweite Naivität“ besteht darin, nicht nur eine Geschichte zu erzählen, sondern auch deren Erzähltwerden.
Die Texte werden zunächst einer historisch-kritischen Rezeption unterzogen: als Mythos/Legende betrachtet und auf möglichen historischen Gehalt hin untersucht. Dann werden dieselben Geschichten abermals gelesen, diesmal aber als-ob-wahr, daher die Bezeichnung „zweite Naivität“. Die zweite Naivität macht sich um all jene Fragen keine Gedanken mehr. Ergebnis: Viele Geschichten der Bibel, die vollkommen unhistorisch sind, beginnen dadurch theologisch zu reden. Die zweite Naivität beschreibt mithin eine nachkritische hermeneutische Perspektive, bei der die Texte im Lichte ihrer symbolischen Gehalte auslegt werden, um zu deren poetischen Kern vorzudringen.

## Beispiele
Im Josephs-Roman wird das Problem an vielen Stellen behandelt. Von Abraham heißt es da, eine „Gottesnot“ habe ihn getrieben. Thomas Mann gibt die Auslegung der Ahnentafel aus dem Buch Genesis (11,10-32) wieder, die auch das Buch Judith (5,6-9a) unternimmt. Dort lehrt Achior: Die Stammväter der Juden seien zu Nomaden geworden, weil sie den Göttern ihrer Väter nicht mehr dienen wollten.